# Lucrèce Borgia (film, 1910)
 (juillet 2025).
Pour les articles homonymes, voir Lucrèce Borgia (homonymie).
Pour plus de détails, voir Fiche technique et Distribution.
Lucrèce Borgia (titre original : Lucrezia Borgia) est un film italien réalisé par Mario Caserini en 1910.
Ce film muet en noir et blanc est le premier film italien consacré à l'une des personnalités de la Renaissance italienne, Lucrèce Borgia.

## Fiche technique
- Titre : Lucrèce Borgia
- Titre original : Lucrezia Borgia
- Réalisation : Mario Caserini
- Assistant-réalisateur : Gerolamo Lo Savio
- Société de production : Società Italiana Cines
- Pays d'origine :  Royaume d'Italie
- Langue : italien
- Format : Noir et blanc – 1,33:1 – 35 mm – Muet
- Genre : Film historique, Film biographique
- Longueur de pellicule : 346 mètres
- Durée : 11 minutes
- Année : 1910
- Dates de sortie :
  - Royaume d'Espagne : décembre 1910
  - France : 10 décembre 1910
  - Royaume-Uni : 10 décembre 1910
- Autres titres connus :
  - Royaume d'Espagne : Lucrezia Borgia

## Distribution
- Francesca Bertini : Lucrèce Borgia
- Maria Gasparini
- Maria Jacobini